# 牧村牛之助
牧村 牛之助（まきむら うしのすけ）は、安土桃山時代から江戸時代前期にかけての武将。

## 略歴
文禄2年（1593年）、牧村利貞の子として生まれる。幼名は兵丸。父は牛之助が生まれた年の7月10日に朝鮮出兵で出陣していた外地で戦病死した。このため、牧村家の家督は幼少の牛之助に代わって、叔父の稲葉道通が継ぐこととなった。ただし、牛之助が成長するまでの代行という立場であった。
ところが、慶長12年（1607年）、牛之助が数え15歳になっても道通は家督を譲ろうとしなかった。これに不満を抱いて徳川家康に訴えようとしたが、それを知った道通によって刺客を送られて暗殺された。享年15。牛之助を暗殺して半年も経たぬうちに道通は急死し、これは甥を殺した事へのたたりだとも言われた。